# 마인 타워
마인 타워(영어: Main Tower)는 독일 프랑크푸르트에 있는 초고층 건물이다.

## 같이 보기
- 독일의 마천루 목록